# محمد حبيدة
محمد حبيدة (مواليد سنة 1959، الرباط) أكاديمي ومؤرخ مغربي، أستاذ التاريخ بكلية العلوم الإنسانية والاجتماعية، جامعة ابن طفيل، القنيطرة. تتصل اهتماماته بالأنثروبولوجيا التاريخية والمناهج والترجمة.

## مسيرته

### مولده وتعليمه
وُلد محمد حبيدة سنة 1959 بالرباط. حصل على الدكتوراه في التاريخ الأوروبي من جامعة بوردو بفرنسا سنة 1987، وشهادة التأهيل الجامعي بجامعة ابن طفيل بالقنيطرة سنة 2003.

### مناصبه[3][4]
شغل منصب أستاذ زائر بجامعة فرانسوا رابلي (تور، فرنسا) سنة 2012، ويشغل حاليا منصب أستاذ التاريخ بكلية العلوم الإنسانية والاجتماعية، جامعة ابن طفيل، القنيطرة.

### العضوية في المؤسسات المهنية والجمعيات والمجلات
- عضو "الجمعية المغربية للبحث التاريخي" بالرباط (منذ 1992)؛
- عضو الشبكة الأوربية للباحثين في تاريخ الزراعة والأغذية بجامعة تور بفرنسا (2005-2015)؛
- عضو هيئة تحرير "مجلة رباط الكتب" (الرباط، المغرب): مجلة إلكترونية تعنى بقضايا الكتاب، (2007-2017)؛
- عضو هيئة تحرير "مجلة هيسبريس – تمودا" (الرباط، المغرب)، (2009-2014)؛
- مدير لمختبر "تاريخ وسوسيولوجيا المغارب" بكلية العلوم الإنسانية والاجتماعية بالقنيطرة (2010-2014)؛
- عضو كرسي اليونيسكو "حفظ التراث الثقافي الغذائي" بجامعة فرانسوا رابلي بمدينة تور بفرنسا (2010-2014)؛
- عضو هيئة تحرير مجلة أسطور للدراسات التاريخية، الصادرة عن المركز العربي للأبحاث ودراسة السياسات (الدوحة، قطر).

## مؤلفاته

### العربية
- 2024: عشت ثلاث مائة سنة، منشورات باب الحكمة، تطوان[5]
- 2021: أوروبا في القرن التاسع عشر: نابوليون، دار أبي رقراق، الرباط
- 2018: المدارس التاريخية: برلين، السوربون، استراسبورغ. من المنهج إلى التناهج، دار الأمان، الرباط، 216 ص[6]
- 2018: المغرب النباتي: الزراعة والأغذية قبل الاستعمار، منشورات ملتقى الطرق، الرباط، (هي ترجمة للنسخة الفرنسية التي صدرت سنة 2008 بعنوان "Le Maroc végétarien, 15ème-18ème siècles")[7]
- 2015: بؤس التاريخ: مراجعات ومقاربات، دار الأمان، الرباط[8]
- 2013: كتابة التاريخ: قراءات وتأويلات، دار أبي رقراق للطباعة والنشر، الرباط، (ط2، دار أبي رقراق، الرباط، 2022)[1]
- 2010: تاريخ أوروبا: من الفيودالية إلى الأنوار، منشورات كلية الآداب والعلوم الإنسانية بالرباط، سلسلة بحوث ودراسات رقم 42، الرباط، (ط2، دار أبي رقراق، الرباط، 2016، 236 صفحة)
- 2004: من أجل تاريخ إشكالي، ترجمات مختارة، منشورات كلية الآداب والعلوم الإنسانية، القنيطرة، (ط2، دار أفريقيا الشرق، الدار البيضاء، 2015، بعنوان "الكتابة التاريخية: التاريخ والعلوم الاجتماعية")[9]

### الفرنسية
- Le Maroc végétarien, 15ème-18ème siècles: histoire et biologie, Casablanca, Editions Wallada, 149 p, (ردمك 9954102515) (2008)

## روابط خارجية
- محمد حبيدة على موقع أرشيف الشارخ.